# Storenosoma hoggi
Storenosoma hoggi là một loài nhện trong họ Amaurobiidae.
Loài này thuộc chi Storenosoma. Storenosoma hoggi được Carl Friedrich Roewer miêu tả năm 1942.